# Sparagmos
Sparagmos (řecky σπαραγμός křeč) označuje v dionýsovském rituálu extatické rozsápání zvířecí oběti, jejíž syrové maso je rozděleno mezi manický dav a snědeno (ómofagie, řec. ὠμόφαγία pojídání syrového masa). V extatickém tanečním průvodu duše bakchantů překračovala hranice tělesnosti, zakoušela svoji nezávislost, pocit naprostého osvobození a spontánnosti. Trhání a hltání syrového masa obnovilo dávno zapomenuté a odepřené zkušenosti. Protože obětované zvíře bylo inkarnací boha Dionýsa, dosahovali adepti kultu v transu podílu na kosmickém božství. V přeneseném slova smyslu docházelo k usmrcení a pojídání samotného boha (theofagie, řec. θεοφαγία pojídání boha).
Doslovným významem slova sparagmos je křeč (substantivum σπάραγμα značí rozsápanou mrtvolu, útržek, cár). Smrtelné křeče zaživa trhané oběti přiváděly účastníky k emotivnímu zážitku smrti. Archaický symbolický akt zajišťoval převzetí životní síly obětovaného zvířete, zpřítomnění oživujícího principu a prožitek zbožštění. Rituál sparagmu přetrval až do pozdního římského období (5. století), ačkoliv postupně získal mnohem jemnější podobu žvýkání břečťanového listí při takzvané anthestérii, jarní květinové slavnosti, kdy se pilo víno a hrála dramata.
Eurípidova tragédie Bakchantky, která představuje nejvýznamnější doklad o dionýsovském kultu, vypráví báji o thébském králi Pentheovi, který se snažil potlačit orgii opojených tanečníků, ale byl davem rozsápán a jeho vlastní matka Agaué mu ukroutila hlavu.